# Тальбо-Лаго (команда Формулы-1)
Automobiles Talbot-Darracq SA — заводская команда производителя автомобилей Talbot-Lago, участвовавшая в Формуле-1 в 1950 году. Кроме пилотов заводской команды, в гонках также участвовало множество пилотов, выступавших в частном порядке. Использовались автомобили только одной модели Talbot-Lago T26C и её двух модификаций T26C-DA и T26C-GS. Автомобиль этот был оборудован безнаддувным двигателем объёмом 4,5 литра и не позволял на равных бороться с лидерами. За два года участия (1950, 1951) пилоты добились лишь двух финишей на подиуме, и ещё нескольких - в очках. Введение же в 1952 году новых правил в Формуле-1 сделало невозможным дальнейшее участие данных автомобилей.

## Результаты выступлений в гонках

### Результаты заводской команды
Заводская команда участвовала под официальным именованием Automobiles Talbot-Darracq SA на всех, кроме последней, гонках сезона 1950. Заработать удалось лишь два подиума и один раз финишировать в очках.
| Легенда к таблице |                                                                    |
| --- | ------------------------------------------------------------------ |
| В таблице перечислены результаты всех Гран-при Формулы-1, в которых принимала участие команда. Строками таблицы являются сезоны, столбцами — этапы чемпионата мира. В каждой клетке указаны сокращённое название этапа и результаты гонщиков команды, дополнительно обозначенные цветом. Расшифровка обозначений и цветов представлена в нижеследующей таблице. |                                                                    |
| \| Пример \| Описание \| \| ------------ \| ------------------------------------------------------------------ \| \| 1 \| Победитель \| \| 2 \| Второе место \| \| 3 \| Третье место \| \| 5 \| Финишировал, заработав очки \| \| Сход \| Не финишировал, но при этом заработал очки \| \| 12 \| Финишировал, не получив очков \| \| НКЛ \| Финишировал, но не попал в финальную классификацию \| \| 15 \| Участвовал вне зачёта, либо по отдельной классификации \| \| 18 \| Не финишировал, но попал в финальную классификацию \| \| Сход \| Не финишировал \| \| НКВ \| Не прошёл квалификацию \| \| НПКВ \| Не прошёл предквалификацию \| \| ДСК \| Дисквалифицирован \| \| ИСК \| Исключён из протокола соревнований \| \| ТТ \| Заявлен для участия только в тренировках \| \| НС \| Участвовал в квалификации, но не стартовал в гонке \| \| Т \| Травмирован или болен \| \| ОТК \| Отказ от участия \| \| НТР \| Прибыл на соревнования, но на трассу не выезжал \| \| НПР \| Был заявлен в числе участников, но не прибыл к началу соревнований \| \| О \| Соревнования отменены \| \| \| Не участвовал \| \| Поул-позиция \| \| \| Быстрый круг \| \| |                                                                    |
| Пример | Описание                                                           |
| 1 | Победитель                                                         |
| 2 | Второе место                                                       |
| 3 | Третье место                                                       |
| 5 | Финишировал, заработав очки                                        |
| Сход | Не финишировал, но при этом заработал очки                         |
| 12 | Финишировал, не получив очков                                      |
| НКЛ | Финишировал, но не попал в финальную классификацию                 |
| 15 | Участвовал вне зачёта, либо по отдельной классификации             |
| 18 | Не финишировал, но попал в финальную классификацию                 |
| Сход | Не финишировал                                                     |
| НКВ | Не прошёл квалификацию                                             |
| НПКВ | Не прошёл предквалификацию                                         |
| ДСК | Дисквалифицирован                                                  |
| ИСК | Исключён из протокола соревнований                                 |
| ТТ | Заявлен для участия только в тренировках                           |
| НС | Участвовал в квалификации, но не стартовал в гонке                 |
| Т | Травмирован или болен                                              |
| ОТК | Отказ от участия                                                   |
| НТР | Прибыл на соревнования, но на трассу не выезжал                    |
| НПР | Был заявлен в числе участников, но не прибыл к началу соревнований |
| О | Соревнования отменены                                              |
| | Не участвовал                                                      |
| Поул-позиция |                                                                    |
| Быстрый круг |                                                                    |

| Сезон | Шасси               | Двигатель     | Ш | Гонщики          | 1    | 2   | 3   | 4    | 5    | 6    | 6    | 7   |
| ----- | ------------------- | ------------- | - | ---------------- | ---- | --- | --- | ---- | ---- | ---- | ---- | --- |
| 1950  | Talbot-Lago T26C-DA | Talbot 4,5 L6 | D |                  | ВЕЛ  | МОН | 500 | ШВА  | БЕЛ  | ФРА  | ФРА  | ИТА |
| 1950  | Talbot-Lago T26C-DA | Talbot 4,5 L6 | D | Ив Жиро-Кабанту  | 4    | НПР |     | Сход | Сход | 8    | 8    |     |
| 1950  | Talbot-Lago T26C-DA | Talbot 4,5 L6 | D | Эжен Мартен      | Сход |     |     | Сход |      |      |      |     |
| 1950  | Talbot-Lago T26C-DA | Talbot 4,5 L6 | D | Луи Розье        |      |     |     | 3    | 3    | Сход | 6    |     |
| 1950  | Talbot-Lago T26C-DA | Talbot 4,5 L6 | D | Филипп Этанселен |      |     |     |      | Сход |      |      |     |
| 1950  | Talbot-Lago T26C-GS | Talbot 4,5 L6 | D | Раймон Соммер    |      |     |     |      |      | Сход | Сход |     |

### Результаты частных пилотов
| Сезон | Команда        | Двигатель     | Ш | Гонщики          | 1   | 2    | 3    | 4    | 5    | 6    | 7    | 8    |
| ----- | -------------- | ------------- | - | ---------------- | --- | ---- | ---- | ---- | ---- | ---- | ---- | ---- |
| 1950  | Ecurie Rosier  | Talbot 4,5 L6 | D |                  | ВЕЛ | МОН  | 500  | ШВА  | БЕЛ  | ФРА  | ИТА  |      |
| 1950  | Ecurie Rosier  | Talbot 4,5 L6 | D | Луи Розье        | 5   | Сход |      |      |      |      | 4    |      |
| 1950  | Ecurie Rosier  | Talbot 4,5 L6 | D | Анри Луво        |     |      |      |      |      |      | Сход |      |
| 1950  | Ecurie Rosier  | Talbot 4,5 L6 | D | Шарль Поцци      |     | НПР  |      |      |      |      |      |      |
| 1950  | Частная заявка | Talbot 4,5 L6 | D | Шарль Поцци      |     |      |      |      |      | 6    |      |      |
| 1950  | Частная заявка | Talbot 4,5 L6 | D | Пьер Левег       |     | НПР  |      |      | 7    | Сход | Сход |      |
| 1950  | Частная заявка | Talbot 4,5 L6 | D | Ги Мересс        |     |      |      |      |      |      | Сход |      |
| 1950  | Частная заявка | Talbot 4,5 L6 | D | Филипп Этанселен | 8   | Сход |      | Сход |      | 5    | 5    |      |
| 1950  | Частная заявка | Talbot 4,5 L6 | D | Эжен Шабу        |     |      |      |      |      | 5    |      |      |
| 1950  | Ecurie Lutetia | Talbot 4,5 L6 | D | Эжен Шабу        |     |      |      |      | Сход | НС   |      |      |
| 1950  | Ecurie Belge   | Talbot 4,5 L6 | D | Джонни Клэз      | 11  | 7    |      | 10   | 8    | Сход | Сход |      |
| 1950  | Ecurie Bleue   | Talbot 4,5 L6 | D | Гарри Шелл       |     |      |      | 8    |      |      |      |      |
| 1950  | Частная заявка | Talbot L8     | D | Луиджи Плате     |     |      |      |      |      |      | НПР* |      |
| 1951  | Частная заявка | Talbot 4,5 L6 | D |                  | ШВА | 500  | БЕЛ  | ФРА  | ВЕЛ  | ГЕР  | ИТА  | ИСП  |
| 1951  | Частная заявка | Talbot 4,5 L6 | D | Розье            | 9   |      | 4    | Сход | 10   | 8    | 7    | 7    |
| 1951  | Частная заявка | Talbot 4,5 L6 | D | Этанселен        | 10  |      | Сход | Сход |      | Сход |      | 8    |
| 1951  | Частная заявка | Talbot 4,5 L6 | D | Клэз             | 13  |      | 7    | Сход | 13   | 11   | Сход |      |
| 1951  | Частная заявка | Talbot 4,5 L6 | D | Гриньяр          |     |      |      |      |      |      |      | Сход |